# دم‌ماری تنگاب
دم‌ماری تنگاب (نام علمی: Ophiogomphus carolus) نام یک گونه از سرده دم‌ماری‌ها است.